# Benassay
Benassay foi uma comuna francesa na região administrativa da Nova Aquitânia, no departamento de Vienne. Estendia-se por uma área de 42,41 km². Em 2010 a comuna tinha 887 habitantes (densidade: 20,9 hab./km²).
Em 1 de janeiro de 2019, passou a fazer parte da nova comuna de Boivre-la-Vallée.